# Barbora Seemanová
Barbora Seemanová, née le 1er avril 2000 à Prague, est une nageuse tchèque spécialiste de la nage libre. En 2018, elle est double médaillée d'or aux Jeux olympiques de la jeunesse puis remporte l'or pour la première fois chez les adultes aux championnats d'Europe 2020.

## Carrière
Sélectionnée pour représenter la République tchèque aux Jeux olympiques d'été de 2016, elle termine 31e sur le 200 m nage libre et fait partie du relais 4 × 100 m 4 nages — avec Martina Moravčíková, Lucie Svěcená et Simona Baumrtová — disqualifié pour prise de relais trop rapide.
En 2018, elle participe aux Jeux olympiques de la jeunesse de 2018 où elle remporte l'or sur le 50 m nage libre, le 100 m nage libre et le bronze sur le 200 m nage libre.
Lors des championnats d'Europe 2020, Barbora Seemanová remporte le 200 m nage libre en battant son record personnel en 1 min 56 s 27 devançant l'Italienne Federica Pellegrini (1 min 56 s 29) et la Britannique Freya Anderson (1 min 56 s 42). Elle bat également le record de Tchéquie de la distance.

## Palmarès

### Jeux olympiques de la jeunesse
- Jeux olympiques de la jeunesse de 2018 à Buenos Aires ( Argentine) :
  -  médaille d'or du 50 m nage libre
  -  médaille d'or du 100 m nage libre
  -  médaille de bronze du 200 m nage libre

### Championnats d'Europe

#### En grand bassin
- Championnats d'Europe 2020 à Budapest ( Hongrie) :
  -  médaille d'or du 200 m nage libre

- Championnats d'Europe 2024 à Belgrade ( Serbie) :
  -  médaille d'or du 100 m nage libre
  -  médaille d'or du 200 m nage libre
  -  médaille d'argent du 400 m nage libre
  -  médaille de bronze du 200 m 4 nages

#### Juniors
- Championnats d'Europe juniors 2017 à Netanya ( Israël) :
  -  médaille d'or du 50 m nage libre
  -  médaille d'argent du 100 m nage libre
  -  médaille de bronze du 200 m nage libre

- Championnats d'Europe juniors 2016 à Hódmezővásárhely ( Hongrie) :
  -  médaille d'argent du 100 m nage libre
  -  médaille d'argent du 200 m nage libre